# Micropolis
Micropolis è la versione open source del gioco SimCity. Nel gennaio del 2008 Electronic Arts proprietaria dei diritti sul videogioco ha reso disponibili i sorgenti sotto licenza GPL 3. Micropolis è basato sulla versione per sistemi Unix basati su interfaccia grafica X11 Tcl/Tk adattata da Don Hopkins per i sistemi OLPC. L'interfaccia grafica è stata rimpiazzata con una versione sviluppata in Python, mentre il modulo principale, che si occupa di portare avanti la simulazione, è stato ristrutturato e riscritto in C++. Il nome di questo progetto è tuttavia Micropolis, e non SimCity (anche se Micropolis è il nome del prototipo del SimCity originale), dato che Electronic Arts intende mantenere il possesso esclusivo del marchio SimCity.